# اثر کوانتومی هال
اثر کوانتمی هال(به انگلیسی: quantum Hall effect)مشابه کوانتوم مکانیکی اثر هال است، که در سیستم‌های الکترونی دوبعدی و در دمای پایین و میدان مغناطیسی بالا دیده می‌شود.در این شرایط رسانایی هال(σ) مقدارهای کوانتیده زیر را اختیار می‌کند:
{\displaystyle \sigma =\nu \;{\frac {e^{2}}{h}},}
که {\displaystyle e} بار بنیادی و {\displaystyle h} ثابت پلانک و ν مقادیر صحیح ۱.۲.۳ و ... یا مقادیری کسری را می‌تواند اختیار کند .اگر مقادیر ν صحیح باشند به این پدیده اثر صحیح کوانتمی هال و در حالت دوم اثر کسری کوانتمی هال می‌گویند.اثر صحیح کوانتمی هال به سادگی قابل توضیح است، اما اثر کسری کوانتمی هال پیچیده تر است و وجود آن به برهم کنش‌های الکترون‌ها با هم مربوط است.